# Stuntman (film 1994)
Stuntman è un film del 1994 diretto da Deepak Balraj Vij.

## Colonna sonora
Musiche di Nadeem-Shravam.
1. Kumar Sanu, Alka Yagnik – Aaj Mile Ho Kal Phir
2. Kumar Sanu, Alka Yagnik – Aati Hai Teri Yaad Aati Hain
3. Bali Brahmbhatt, Alka Yagnik – Amma Dekh Tera Munda
4. Sonu Nigam – Koi Dil Dukhaye Na Aise Kisi Ka
5. Kumar Sanu, Alka Yagnik – Yeh Aankhen Hai Aaina
6. Kumar Sanu, Suhasini – Yeh Maine Soch Liya
7. Kumar Sanu, Alka Yagnik – Zindagi Kya Hai Ek Nagma